# Raciborowice (gromada w powiecie krakowskim)
Raciborowice – dawna gromada, czyli najmniejsza jednostka podziału terytorialnego Polskiej Rzeczypospolitej Ludowej w latach 1954–1972.
Gromady, z gromadzkimi radami narodowymi (GRN) jako organami władzy najniższego stopnia na wsi, funkcjonowały od reformy reorganizującej administrację wiejską przeprowadzonej jesienią 1954 do momentu ich zniesienia z dniem 1 stycznia 1973, tym samym wypierając organizację gminną w latach 1954–1972.
Gromadę Raciborowice z siedzibą GRN w Raciborowicach utworzono – jako jedną z 8759 gromad na obszarze Polski – w powiecie krakowskim w woj. krakowskim, na mocy uchwały nr 22/IV/54 WRN w Krakowie z dnia 6 października 1954. W skład jednostki weszły obszary dotychczasowych gromad Raciborowice, Batowice, Dziekanowice, Prusy i Zastów ze zniesionej gminy Węgrzce w powiecie krakowskim, Książniczki i Kończyce ze zniesionej gminy Michałowice w powiecie miechowskim oraz Wiktorowice ze zniesionej gminy Luborzyca w powiecie miechowskim. Dla gromady ustalono 27 członków gromadzkiej rady narodowej.
Gromada przetrwała do końca 1972 roku, czyli do kolejnej reformy gminnej. Część obszaru Batowic włączono do Krakowa (50 ha).